# 조해녕
조해녕(曺海寧, 1943년 11월 4일 ~ , 경산)은 대한민국의 전직 공무원으로 대구광역시장 2차례 및 내무부 장관, 총무처 장관을 역임하였고, 영광학원 이사장과 2011년 세계 육상 선수권 대회 조직위원회 공동위원장을 역임했다.

## 학력
- 1949 - 1955 경산 와촌국민학교 졸업
- 1955 - 1958 경북중학교 졸업
- 1958 - 1961 경북고등학교 졸업
- 1961 - 1965 서울대학교 법과대학 행정학 학사
- 1965 - 1969 서울대학교 행정대학원 행정학 석사
- 계명대학교 행정학 명예박사

## 경력
- ~ 2015년 2월 : 제10대 대구사회복지공동모금회 회장
- 2011년 7월 : 제9대 대구사회복지공동모금회 회장
- 2009년 3월 : 화성산업 사외이사[1]
- 2009년 : 2011년 세계 육상 선수권 대회 조직위원회 공동위원장
- 2008년 12월 ~ : 학교법인 영광학원 이사장
- 2002년 7월 ~ 2006년 6월 : 대구광역시장(한나라당)
- 2003년 10월 ~ 2006년 6월 : 대구 FC 구단주
- 1998년 : 한국자원봉사포럼 회장
- 1997년 8월 ~ 1998년 3월 : 내무부장관
- 1996년 1월 ~ 1996년 12월 : 총무처장관
- 1993년 12월 ~ 1995년 3월 : 대구직할시장
- 1992년 : 내무부 지방행정국장, 기획관리실장
- 1990년 : 대통령 비서실 정무 비서관
- 1989년 : 내무부 지방자치실시기획단장
- 1988년 6월 - 1988년 12월 : 경상남도 창원시장
- 1985년 : 대구직할시 기획관리실장
- 1979년 : 경상북도 영양군수, 금릉군수
- 1971년 : 내무부, 경상북도 행정사무관

## 수상내역
- 1992년 : 홍조근정훈장
- 1995년 : 황주근정훈장
- 1998년 : 청조근정훈장

## 역대 선거 결과
|  | 16.87% |

|  | 61.18% |

## 같이 보기
- 영양군수
- 금릉군수
- 창원시장
- 대한민국의 행정안전부 장관
- 대구광역시장